# Sam Hutchinson
Samuel Edward "Sam" Hutchinson (Slough, Berkshire, 1989. augusztus 3. –) angol labdarúgó, aki jobbhátvédként a Sheffield Wednesday csapatában játszik.

## Pályafutása
2006 augusztusában már megfordult a szakmai stábnál, majd 2007 márciusában csatlakozott a Chelseahez. Eközben segítette az U18-as angol válogatottat is.
2007. május 13-án mutatkozott be a Chelsea FC profi csapatában az Everton ellen.
2007. augusztus 20-án négy évre hosszabbította meg szerződését a klubnál, több amerikai csapat is érdeklődött iránta, de ő mindenáron a Angliában akart maradni.
2009. június 18-án is pályára lépett a Seattle Sounders elleni barátságos mérkőzésen, akkor Ashley Cole helyére állt be a második félidő előtt.
2010. augusztus 20-án sorozatos térdsérülései miatt bejelentette visszavonulását a profi futballtól. Összesen négyszer szerepelhetett a Chelsea felnőttcsapatában.
1 évvel visszavonulása után újra játszani kezdett a Chelsea tartalékcsapatában, és erőfeszítéseinek hála 2011 decemberében úgy döntöttek a klubnál, hogy a térde bírja a tempót, és másfél éves szerződést írhatott alá.

## Külső hivatkozások
- Profilja a Chelsea FC honlapján